# Фан Фэнхуэй
Фан Фэнхуэ́й (кит. трад. 房峰輝, упр. 房峰辉, пиньинь Fáng Fēnghuī, при рождении — Ма Сяньян, кит. трад. 马咸阳, упр. 馬咸陽, пиньинь Mǎ Xiányáng; р. 1951, Сяньян провинции Шэньси) — китайский бывший генерал-полковник (2010, лишён звания), член Центрвоенсовета, начальник его Объединенного штаба (Генерального штаба НОАК) в 2012—2017 годах. Член ЦК КПК 18-го созыва.

## Биография
На службе в НОАК с февраля 1968 года.
Получил военное образование (Университет национальной обороны НОАК).
Начинал карьеру в Синьцзян-Уйгурском автономном районе. Служил в Ганьсу командиром 21-й армии.
С 1997 года заместитель командующего, в 1999—2003 гг. командующий сухопутных войск НОАК. В 2003—2007 гг. начштаба Гуанчжоуского военного округа.
Генерал-майор (1998), генерал-лейтенант (2005), генерал-полковник (2010). В 2009 году руководил парадом в честь 60-летия основания КНР.
Указывался протеже Ху Цзиньтао.
Занимал пост командующего Пекинским военным округом (2007—2012).
25 октября 2012 года назначен начальником Генерального штаба НОАК. Свой первый зарубежный визит в этом качестве нанёс в июле 2013 в Россию, где провёл переговоры с министром обороны РФ С. Шойгу.
В августе 2018 года смещён с поста начальника Генштаба в связи с обвинениями в коррупции, в октябре 2018 года исключён из КПК. 20 февраля 2019 года военный суд приговорил к пожизненному заключению за коррупцию. Признан виновным в даче и получении взяток, а также «получении больших денежных сумм неизвестного происхождения». По данным газеты South China Morning Post, все имущество генерала конфисковано.